# Киевский полк
Ки́евский полк — административно-территориальная и военная единица Войска Запорожского в XVII—XVIII веках с центром в городе Киеве, впоследствии — в Козельце.

## История
Полк образован в 1625 году как полк реестровых казаков по Куруковскому соглашению. Полковой центр — город Киев, в другом источнике указано что город был сделан с 1600 года главным городом малороссийского киевского полка.
С начала XVIII века полковая канцелярия находилась в сотенном городе Козельце (ныне город Черниговской области).
В ЭСБЕ указано что первое разделение на территориальные полки малороссийских казаков приписывается гетману Рожинскому, учредившему, около 1516 года, 20 полков по 2 000 казаков в каждом и назвавшему их именами городов; первый был Киевский. Данные полки делились на сотни, также названые по городам и местечкам, а сотни делились на слободы и хутора.
С 1649 года — один из казачьих полков Гетманщины. В 1649 году в состав полка входили 17 сотен: Киевская, Белецкого, Нагорная, Предримирская, Васильковская, Белгородская, Ходосовская, Трипольская, Обуховская, Преварская, Чортомская, Броварская, Ясногородская, Макаровская, Мотовиловская, Версовская, Овруцкая.
В 1654 году в состав Киевского полка из Переяславского переведены Остерская, Козелецкая и Заворицкая сотни.
На 1665 год в Киевском полку были города: Киев, Острь, Козелец: разорённые: Бобровица, Заворычь, Гоголев.
После Андрусовского перемирия 1667 года правобережная часть Киевского полка (кроме Киева с окрестными землями) была возвращена под власть Польши. На левой стороне Днепра к Киевской сотне были присоединены часть территории Переяславского и Нежинского полков.
В 1669 году в Киевский полк вошли части Переяславского полка и Нежинского полка.
На 1782 года в полк входили 11 сотен: Киевская, Козелецкая, Остерская, Бобровицкая, Гоголевская, Моровская, Кобижская, Носовская, Олешковская, Мринская, Бориспольская.
В связи с упразднением Его Царского Пресветлого Величества Войска Запорожского и территориально-полковой системы в 1782 году полк прекратил своё существование, его территория вошла в состав вновь созданного Киевского наместничества.
В начале XX века историк Н. П. Василенко издал рукопись «Генерального следствия о маетностях Киевского полка, 1739—1730».

## Полковники
Полковники Киевского полка (представлены как выборные так и наказные):
1. Алексей Теплуцкий — ? — 1648.06 — ?
2. Пещенко — 1649 весна
3. Григорий Ганджа — ? — 1649.04. — ?
4. Ефим Коробка
5. Кричевский, Михаил Станислав — 1648—1649.08.
6. Жданович, Антон Никитич[6] — 1649—1651.01. — ?
7. Крыса, Михаил — 1650.09. Наказной
8. Дворецкий, Василий Федорович[7] — 1650.11. — ? Наказной
9. Крыса, Михаил — 1651.04. — 1651.07.
10. Жданович, Антон Никитич[8][9] — ? — 1651.09 — 1653
11. Евтух Пещенко — 1653—1654.02.
12. Яненко-Хмельницкий, Павел[10][6] — 1653.10. Наказной.
13. Дворецкий, Василий Федорович[7] — 1653.12. — 1655.10. Наказной
14. Яненко-Хмельницкий, Павел — 1654.02. — 655.07. — ?
15. Жданович, Антон Никитич — ? — 1656.03 — 1657.04. — ?
16. Дворецкий, Василий Федорович — 1656.05. — 1657.04. Наказной
17. Яненко-Хмельницкий, Павел — ? — 1657.07. — 1659.03 — ?
18. Дворецкий, Василий Федорович — 1657.08. — 1658.03. — 1658.09. 1659. Наказной
19. Иван Яхимович — ? — 1659.07. — 1659.09 — ?
20. Бутрым, Петр — ? — 1659.10 — ?
21. Иван Яхимович — ? — 1660.01 — ?
22. Дворецкий, Василий Фёдорович[11] — ? — 1660.01 — 1662.06. — ?
23. Скороход, Филипп — 1660.05. Наказной
24. Молявко, Богдан — 1660.05. 1661. Наказной
25. Третьяк, Семен — ? — 1662.12. — 1663.08.
26. Василий Федорович Дворецкий — 1663.09. — 1666. У гетмана Ивана Брюховецкого
27. Щербина, Михаил Иванович — 1666—1668.03. — ? У гетмана Брюховецкого
28. Яненко-Хмельницкий, Павел — ? — 1664.11 — ? Правобережный
29. Петр Васильковский — ?? Правобережный
30. Бутрым, Петр — ? — 1665.06. — ? Правобережный
31. Яненко-Хмельницкий, Павел — ? — 1665.18.08. — ? Правобережный
32. Матюта, Константин — ? — 1667.05 — ? Правобережный
33. Дворецкий, Василий Фёдорович[11] — ? — 1668.06. — ?
34. Момот, Иван Ефимович — ? — 1668 — ? Правобережный
35. Михаил Иванович — 1668. Наказной
36. Яненко-Хмельницкий, Павел — ? — 1669.02. — ? У гетмана Петра Дорошенко
37. Солонина, Константин Дмитриевич — ? — 1669.02 — ?
38. Олещенко, Филипп — ? — 1670 — ?
39. Солонина, Константин Дмитриевич — ? — 1671.01. — 1682
40. Солонина, Яков Дмитриевич — 1671.08.09. Наказной
41. Жила, Семён Карпович — 1672. Наказной
42. Михаил Иванович — 1679.29.08. Наказной
43. Коровка-Вольский, Григорий Карпович — 1682—1687
44. Солонина, Константин Дмитриевич — ?-1687.06. — 1689.09. — ?
45. Коровка-Вольский, Григорий Карпович — ? — 1689.12. — 1691
46. Беспалый, Савва — 1691.02. Наказной
47. Мокиевский, Константин Михайлович — 1691—1708
48. Жила, Роман — 1691. Наказной
49. Коровка-Вольский, Григорий Карпович — 1706. Наказной
50. Борсук, Петр — 1706. Наказной
51. Коровка-Вольский, Григорий Карпович — 1708—1712
52. Танский, Антон Михайлович — 06.09.1712 − 1742
53. Жила, Илья Семенович — 1722.09. Наказной
54. Карнович, Григорий — 1730. Наказной
55. Михаил Солонина — 1733.06. Наказной
56. Танский, Михаил Антонович — 1742—1747.31.10./1.11.
57. Капнист, Василий Петрович — 1750
58. Дараган, Ефим Федорович[12] — 1751.21.01. — 1762
59. Шаула, Андрей Яковлевич — ? −1769-1770 — ? Бунчуковий товарищ командир полка
60. Безбородко, Александр Андреевич — 1774.22.03. — 1779.1.01.
61. Лукашевич, Лука — 1779.5.05. — 1782